# Zhifang (socken i Kina, Henan, lat 34,10, long 112,96)
Zhifang (kinesiska: 纸坊, 纸坊乡) är en socken i Kina. Den ligger i provinsen Henan, i den centrala delen av landet, omkring 97 kilometer sydväst om provinshuvudstaden Zhengzhou. Antalet invånare är 60791. Befolkningen består av 30 094 kvinnor och 30 697 män. Barn under 15 år utgör 23,0 %, vuxna 15-64 år 66 %, och äldre över 65 år 9,0 %.
Genomsnittlig årsnederbörd är 665 millimeter. Den regnigaste månaden är september, med i genomsnitt 131 mm nederbörd, och den torraste är december, med 4 mm nederbörd.